# Kazimierz Romaniuk
Kazimierz Romaniuk (Hołowienki, 21 de agosto de 1927 - Varsovia, 25 de febrero de 2025) fue un prelado católico y profesor polaco. Entre 1992 y 2004, se desempeñó como obispo de Varsovia-Praga.

## Biografía
Romaniuk fue el cuarto de cinco hijos de Władysław y Rozalia Zygmunt.
Durante la ocupación alemana de Polonia estudió en el instituto secreto Przyszłość de Varsovia, donde en 1944 obtuvo el diploma de secundaria. Participó en el Levantamiento de Varsovia. Tras su conclusión, fue internado en Pruszków, pero logró escapar. Permaneció escondido hasta el final de la ocupación, después de lo cual estudió en el Liceo de Humanidades Adam Mickiewicz de Varsovia, donde aprobó sus exámenes de fin de estudios secundarios en 1946.
De 1946 a 1951 estudió filosofía y teología en la Facultad Católica de Teología de la Universidad de Varsovia, donde obtuvo el título de máster. Al mismo tiempo siguió su formación sacerdotal en el Seminario Mayor Metropolitano de Varsovia. En 1953 se doctoró en ciencias teológicas en la especialidad de patrología en la Facultad de Teología Católica de la Universidad de Varsovia. De 1956 a 1958 continuó sus estudios en el Pontificio Instituto Bíblico de Roma, donde obtuvo la licenciatura en ciencias bíblicas. De 1959 a 1961 estudió en la Escuela Bíblica y Arqueológica Francesa de Jerusalén donde, tras presentar su obra Miłość Ojca i Syna w soteriologii św. Pawła ("El amor del Padre y del Hijo en la soteriología de San Pablo"), obtuvo el doctorado. En 1966 obtuvo su habilitación con la tesis Idea bojaźni Bożej w teologii św. Pawła ("La idea del temor de Dios en la teología de San Pablo"). En 1969 recibió el título académico de profesor asociado y en 1971 el de profesor titular de ciencias bíblicas, obteniendo también la aprobación de la Congregación para la Educación Católica en 1981.
El 21 de octubre de 1951 fue ordenado subdiácono por Monseñor Zygmunt Choromański, obispo auxiliar de Varsovia. El 11 del mes siguiente fue ordenado diácono por Monseñor Wacław Majewski , también obispo auxiliar de Varsovia. El 16 de diciembre del mismo año fue ordenado sacerdote para la arquidiócesis de Varsovia en la Iglesia del Purísimo Corazón de María por Monseñor Stefan Wyszyński, arzobispo de Varsovia y Gniezno.
Fue párroco adjunto de la parroquia de San Esteban en Raszyn de 1951 a 1952, y de la parroquia de Nuestra Señora del Perpetuo Socorro en Varsovia, donde también fue prefecto, de 1952 a 1955. Desde 1953 trabajó en la Facultad de Teología Católica de la Universidad de Varsovia, primero como asistente y luego como profesor asociado, donde enseñó latín eclesiástico y patrología. De 1955 a 1956 y de 1961 a 1963 fue prefecto de estudios en el Seminario Mayor Metropolitano de Varsovia. En el mismo instituto, de 1954 a 1956, fue profesor de latín eclesiástico y patrología y de 1961 a 1984 de exégesis del Nuevo Testamento, latín eclesiástico y francés.
De 1971 a 1982 fue rector del Seminario Mayor Metropolitano y al mismo tiempo de la Facultad Académica Católica de Teología en Varsovia. De 1962 a 1976 enseñó Sagrada Escritura en la Universidad Católica de Lublin, primero como profesor asistente y, a partir de 1966, como profesor asociado. En esta universidad, de 1966 a 1976, fue director del Departamento de Teología Bíblica del Nuevo Testamento. En 1966 comenzó a dar conferencias en el Estudio Primado de la Vida Interior en Varsovia.  De 1970 a 1972 fue profesor asociado en la Facultad de Teología de la Compañía de Jesús Bobolanum en Varsovia, y de 1976 a 1983 fue primero profesor asociado y luego profesor en el Departamento de Estudios Bíblicos del Nuevo Testamento en la Facultad de Teología de la Academia Católica de Teología en Varsovia.
En 1966 fue nombrado miembro de la Studiorum Novi Testamenti Societas y de 1975 a 1978 fue miembro del comité ejecutivo de este organismo. En el episcopado polaco fue miembro de la Comisión de Ciencias, del Consejo Científico y de la Comisión de Seminarios.
Tradujo independientemente las Sagradas Escrituras de los idiomas originales y las publicó bajo el título Biblia de Varsovia-Praga. El trabajo de traducción comenzó en 1961 y le llevó 35 años de trabajo. En 1976 se publicó una traducción del Nuevo Testamento y en 1997 la Biblia completa. También participó en la preparación de la traducción ecuménica del Nuevo Testamento y del Libro de los Salmos.
En 1965 fue nombrado miembro representante del episcopado polaco en la Federación Mundial de Apostolado Bíblico, de cuya junta directiva fue miembro de 1971 a 1977.
En diciembre de 1973 el Papa Pablo VI le concedió el título de capellán de Su Santidad. En 1979 fue nombrado canónigo del capítulo metropolitano de Varsovia.
El 20 de febrero de 1982, el Papa Juan Pablo II lo nombró obispo auxiliar de Varsovia y obispo titular de Sicca Veneria. Recibió la consagración episcopal el 4 de marzo en la Catedral de San Juan en Varsovia, de manos del arzobispo de Varsovia y Gniezno Józef Glemp. De 1982 a 1992 fue vicario general de la arquidiócesis. En la curia metropolitana ocupó también el cargo de presidente del Departamento de Administración General y Asuntos Financieros.
El 25 de marzo de 1992, tras la reorganización de las divisiones administrativas de la Iglesia católica en Polonia ordenada por la bula Totus tuus Poloniae populus, el Papa Juan Pablo II lo transfirió al cargo de obispo de la recién creada diócesis de Varsovia-Praga. Hizo su entrada en la Catedral de San Miguel Arcángel y San Florián Mártir en Varsovia el 12 de abril del mismo año y en la Concatedral de la Madre de Dios en la misma ciudad el 24 de mayo del año siguiente.
Entre 1998 y 2000 celebró el primer sínodo diocesano. En 1999 acogió en la diócesis al Papa Juan Pablo II.
El 26 de agosto de 2004, el sumo pontífice aceptó la renuncia al gobierno pastoral de la diócesis por haber alcanzado el límite de edad.
En la Conferencia Episcopal Polaca fue vicepresidente de la Comisión de Editoriales Católicas y miembro del Consejo Científico, de la Comisión de Educación Católica y de la Comisión de Seminarios Teológicos. Fue también presidente de la subcomisión de Sagrada Escritura, copresidente de la comisión mixta para las facultades pontificias, de la subcomisión eclesiástico-estatal para los seminarios y de la comisión estatal para la codificación del derecho de la educación superior.
Recibió la ciudadanía honoraria de Otwock en 1994, de Radzymin en 1997, de Mińsk Mazowiecki en 2001, y de Varsovia en 2008. El 24 de marzo de 2012 le fue concedida la medalla conmemorativa Pro Masovia.
Recibió el premio de la Asociación de Traductores Polacos en 1991 y el principal premio Feniks de la Asociación de Editores Católicos en 2005.

### Fallecimiento
Murió en el Instituto Médico Militar de Varsovia el 25 de febrero de 2025, a la edad de 97 años. El funeral tuvo lugar el 1 de marzo a las 11 de la mañana en la Basílica Catedral de San Miguel Arcángel y San Florián Mártir en Varsovia y fue presidido por el Cardenal Kazimierz Nycz, arzobispo emérito de Varsovia. La homilía fue pronunciada por Monseñor Romuald Kamiński, obispo de Varsovia-Praga. Al finalizar el rito, el cuerpo fue sepultado en la cripta del mismo edificio.